# Theorie Z
Die Theorie Z, auch „Japanischer Managementstil“ genannt, wurde von William Ouchi, in seinem Buch von 1981 Theory Z: How American management can meet the Japanese challenge zur Beschreibung der japanischen Managementkultur entwickelt.
Sie ist keine Erweiterung der Theorien X und Y von Douglas McGregor. McGregor hatte jedoch bereits kurz vor seinem Tod 1964 die Theorie Z als Synthese seiner X-Y-Theorie entwickelt, um der häufigen Kritik zu entgegnen, dass die Theorien X und Y sich gegenseitig ausschließen würden.
Ouchi hat sich mit drei Arten von Organisationen befasst. Als Typ A bezeichnet er die amerikanischen und als Typ J die japanischen Betriebe. Der Typ Z besitzt eine neue Kultur, nämlich die Kultur Z. Diese Managementtheorie nimmt an, dass eine starke Mitarbeiterbeteiligung zu höherer Mitarbeitermotivation und damit zu höherer Produktivität führt.

## Merkmale der Theorie Z
Der Typ Z ist gekennzeichnet durch:
- minimale Fluktuation und lebenslange Beschäftigung
- die Entscheidungsfindung erfolgt kollektiv und einvernehmlich, wodurch die Interessen aller Mitglieder einfließen
- wichtig sind auch die individuelle Verantwortungsübernahme der Mitarbeiter und die Leistungsbeurteilung
- die Beförderung von Mitarbeitern erfolgt in langen Zyklen, und eine Karriere in verschiedenen Abteilungen wird durch das „wandering around“-Prinzip ermöglicht
- keine formalisierten Verhaltensregeln vorgegeben
- in der Organisation ist ein ganzheitliches Beziehungsgefüge vorhanden, weil interpersonale Beziehungen für das Unternehmen von großer Bedeutung sind.